# Amanoa guianensis
Amanoa guianensis är en emblikaväxtart som beskrevs av Jean Baptiste Christophe Fusée Aublet. Amanoa guianensis ingår i släktet Amanoa och familjen emblikaväxter. Inga underarter finns listade i Catalogue of Life.